# جیلا

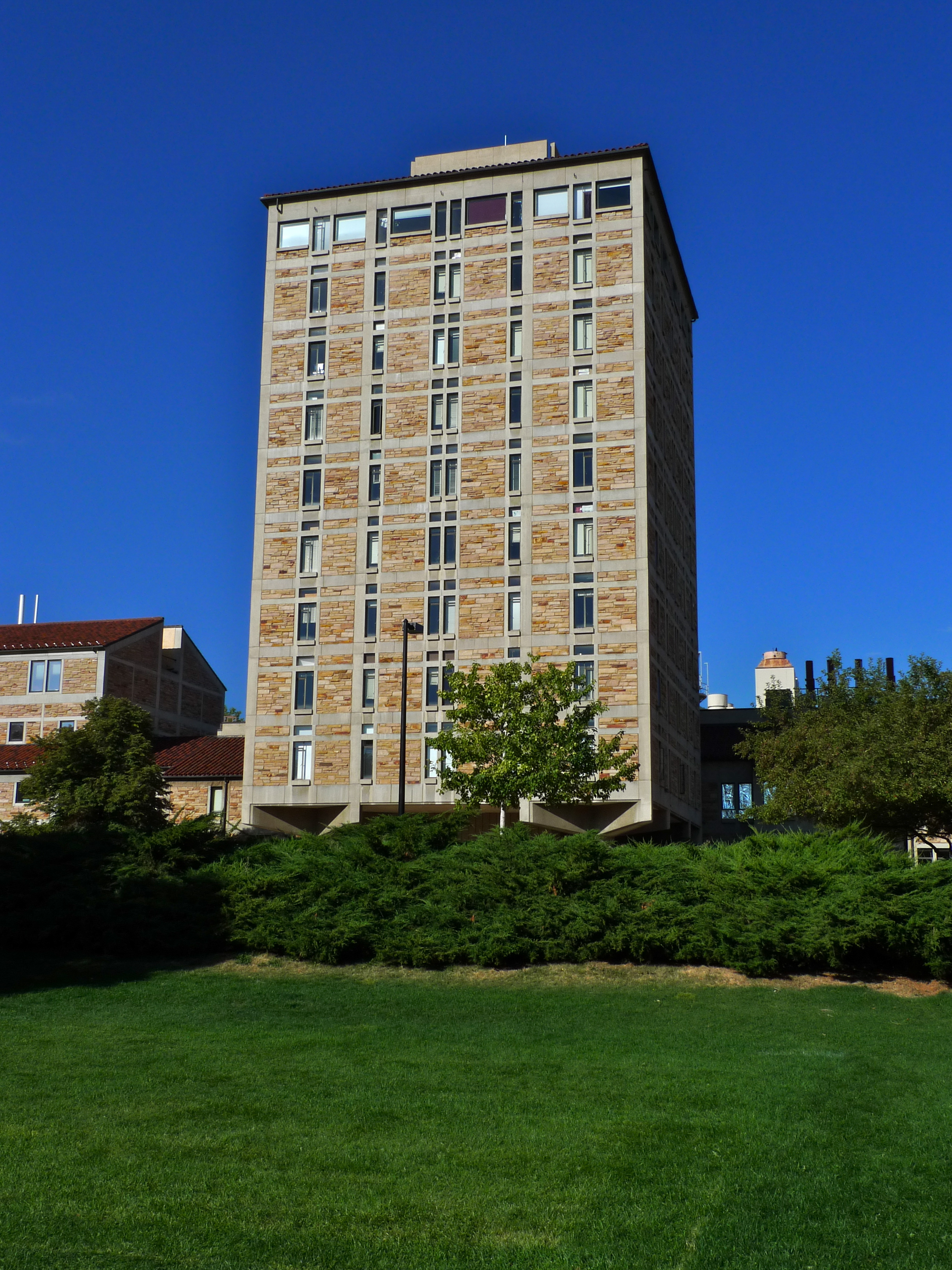
ساختمان مؤسسه جیلا در دانشگاه کلرادو

جیلا موسسه‌ای علمی واقع در آمریکاست. این موسسه در سال ۱۹۶۲ تحت عنوان پروژه‌ای مشترک بین مؤسسه ملی فناوری و استانداردها و دانشگاه کلرادو در بولدر تأسیس شد. تحقیقات این مرکز تاکنون ۳ جایزه نوبل را برای محققان آن از جمله اریک کرنل به ارمغان آورده است.